# Municipio de Londonderry (condado de Chester)
El municipio de Londonderry (en inglés: Londonderry Township) es un municipio ubicado en el condado de Chester en el estado estadounidense de Pensilvania. En el año 2000 tenía una población de 1632 habitantes y una densidad poblacional de 55,6 personas por km².

## Geografía
El municipio de Londonderry se encuentra ubicado en las coordenadas 39°52′31″N 75°52′25″O / 39.87528, -75.87361.

## Demografía
Según la Oficina del Censo en 2000 los ingresos medios por hogar en la localidad eran de $54 750 y los ingresos medios por familia eran de $59 911. Los hombres tenían unos ingresos medios de $31 618 frente a los $31 413 para las mujeres. La renta per cápita de la localidad era de $21 773. Alrededor del 8,2% de la población estaba por debajo del umbral de pobreza.